# 伊普斯维奇 (南达科他州)
伊普斯维奇（英語：Ipswich）是美国南达科他州下属的一座城市，也是埃德蒙茲縣的縣治。根据2010年美国人口普查，该市有人口951人。论人口在本州排行第66。